# Epiplatymetra lentifluata
Epiplatymetra lentifluata är en fjärilsart som beskrevs av Barnes och Mcdunnough 1916. Epiplatymetra lentifluata ingår i släktet Epiplatymetra och familjen mätare. Inga underarter finns listade i Catalogue of Life.